# Leo White
Leo White (n. 10 noiembrie 1882, Grudziądz, Voievodatul Cuiavia și Pomerania, Polonia – d. 20 septembrie 1948, Glendale, California, SUA) a fost un actor americano-englezo-german. Este cel mai cunoscut pentru rolurile sale din filmele lui Charlie Chaplin.

## Biografie și carieră
S-a născut în Imperiul German și a crescut în Anglia unde și-a început cariera ca actor de teatru. S-a mutat în SUA cu ajutorul lui  Daniel Frohman, un foarte cunoscut producător de pe Broadway. A început să apară în filme în 1911-1913 la Essanay Studios.
White a jucat și a regizat ultimul film al lui Chaplin la Essanay,  Triple Trouble (Avatarurile lui Charlot, 1918).

## Filmografie
- In and Out (1914)
- Madame Double X (1914)
- One Wonderful Night (1914)
- Leading Lizzie Astray (1914)
- Fatty's Faithful Fido (1915)
- In the Park (1915)
- His New Job (1915)
- A Night Out (1915)
- The Champion (1915)
- A Jitney Elopement (1915)
- The Tramp (1915)
- Work (1915)
- A Woman (1915)
- The Bank (1915)
- Shanghaied (1915)
- A Night in the Show (1915)
- Police (1916)
- Burlesque on Carmen (1916)
- The Floorwalker (1916)
- The Fireman (1916)
- The Vagabond (1916)
- The Count (1916)
- Back Stage (1917)
- The Hero (1917)
- Dough Nuts (1917)
- Cupid's Rival (1917)
- The Villain (1917)
- The Millionaire (1917)
- The Goat (1917)
- The Fly Cop (1917)
- The Chief Cook (1917)
- The Candy Kid (1917)
- The Hobo (1917)
- Max Wants a Divorce (1917)
- The Pest (1917)
- The Slave (1917)
- The Stranger (1918)
- Bright and Early (1918)
- The Rogue (1918)
- His Day Out (1918)
- The Orderly (1918)
- Triple Trouble (1918)
- The Scholar (1918)
- The Messenger (1918)
- The Handy Man (1918)
- The Straight and Narrow (1918)
- The Brazen Beauty (1918)
- He's in Again (1918)
- The Hawk's Trail (1919)
- Blind Youth (1920)
- The Devil's Pass Key (1920)
- Fists and Fodder (1920)
- Mrs. Temple's Telegram (1920)
- Pals and Pugs (1920)
- Married to Order (1920)
- Her Sturdy Oak (1921)
- Headin' West (1922)
- The Isle of Love (1922)
- Blood and Sand (1922)
- Vanity Fair (1923)
- Breaking Into Society (1923)
- Why Worry? (1923)
- Sporting Youth (1924)
- An Enemy Of Men (1925)
- One Year to Live (1925)
- The Lady Who Lied (1925)
- The Tower of Lies (1925)
- The Masked Bride (1925)
- Ben-Hur (1925) - Sanballat
- A Desperate Moment (1926)
- The Truthful Sex (1926)
- The Far Cry (1926)
- The Blonde Saint (1926)
- On the Front Page (1926)
- See You in Jail (1927)
- The Girl from Gay Paree (1927)
- A Hero for a Night (1927)
- How to Handle Women (1928)
- Smilin' Guns (1929)
- Grand Hotel (1932)
- Rasputin and the Empress (1932)
- Lady for a Day (1933)
- The Kennel Murder Case (1933)
- The Invisible Man (1933)
- Viva Villa! (1934)
- The Scarlet Empress (1934)
- The Thin Man (1934)
- British Agent (1934)
- A Night at the Opera (1935)
- The Walking Dead (1936)
- Angels with Dirty Faces (1938)
- The Great Dictator (1940)
- The Letter (1940)
- The Great Lie (1941)
- Yankee Doodle Dandy (1942)
- Casablanca (1942) - Emile - Waiter (nemenționat)
- The Adventures of Mark Twain (1944)
- Arsenic and Old Lace (1944) - Man in Phone Booth
- Silver River (1948)
- The Fountainhead (1949)

## Legături externe
- Leo White la Internet Movie Database
- en Leo White la Internet Broadway Database
- Leo White la Find a Grave
- brief article on Leo White as a Laurel & Hardy player

## Vezi și
- Listă de actori americani